# UMshwathi
uMshwathi (officieel uMshwathi Local Municipality) is een gemeente in het Zuid-Afrikaanse district Umgungundlovu.
uMshwathi ligt in de provincie KwaZoeloe-Natal en telt 106.374 inwoners. Het gemeentebestuur is gevestigd in Wartburg.

## Hoofdplaatsen
Het nationaal instituut voor de statistiek, Stats SA, deelt sinds de census 2011 deze gemeente in in 44 zogenaamde hoofdplaatsen (main place):
Albert Falls • Amalanga • Bock en houd Fontein • Carney Hill • Claridge Estate • Cool Air • Cuphulaka • Dalton • Ekukhanyeni • Enbuyeni • Engoleleni • Esthezi • Etsheni • Faya • Frenchay West • Gobinsimbi • Hlathikhulu • Jaagbaan • Ksikotho • KwaHlwemini • KwaMophumula • KwaSokesimbone • KwaYibusele • Madwaleni • Mbalenhle • Mbeka • Mbhava • Mbulwane • Mpolweni • Mtulwa • Mvoti • New Hanover • Newspaper • Ngabayena • Odlameni • Solhem • Swayimana • Swidi • Trust Feed A • Trust Feed B • uMshwathi NU • Wartburg • Weltevreden • Ziba.